# بابای بچه
بابای بچه (به انگلیسی: Baby Daddy) یک سریال کمدی موقعیت آمریکایی به تهیه‌کنندگی دن برندسن است که برای اولین بار در تاریخ ۲۰ ژوئن ۲۰۱۲ به روی آنتن شبکۀ ای‌بی‌سی و بعدها در شبکۀ فریفورم رفت. این مجموعۀ در شش فصل تولید شد و در مجموع با ۱۰۰ قسمت در تاریخ ۲۲ می ۲۰۱۷ به کار خودش پایان داد.

## خلاصه داستان
داستان سریال از آنجایی شروع می‌شود که بنجامین به همراه برادرش دنی و دوستشان تاکر به خانه‌ای در منتهن نیویورک نقل مکان می‌کنند و به محض رسیدن به آنجا زنگ خانه آن‌ها به صدا درمی آید. زمانی که بن درب خانه را باز می‌کند با تصویری عجیب رو به رو می‌شود. یک نوزاد دختر به همراه یک نامه!

## بازیگران و شخصیت‌ها
- ژان-لوک بیلودو در نقش بنجامین «بن» بان ویلر: فرزند دوم بانی ویلر و برادر دنی ویلر-مشغول کار در بار تفریحی
- تاج ماوری در نقش تاکر دابز: دوست صمیمی بن و دنی
- درک تلر در نقش دانیل «دنی» ویلر: برادر بزرگتر بن و فرزند اول بانی-بازیکن معروف رشته ورزشی هاکی سالنی
- ملیسا پیترمن در نقش بانی ویلر: مادر بن و دنی
- چلسی کین در نقش رایلی پرین: دوست دوران کودکی بن و دنی-وکیل دادگستری

## جوایز و افتخارات
مجموعۀ بابای بچه موفق به دریافت جایزۀ بهترین سریال کمدی بخش کابلی در جشنواره جوایز برگزیده مردم ۲۰۱۷ شد. همچنین ژان-لوک بیلودو نیز موفق به دریافت جایزۀ بهترین بازیگر کمدی از جشنواره جوایز برگزیده نوجوانان ۲۰۱۷ شد.

## توضیحات
1. ↑  The majority of episodes of the series were directed by Lembeck, other than him, آرلن سانفورد directed "Take Her Out of the Ballgame" (season 1, episode 6), رابی کانتریمن directed "There's Something Fitchy Going On" (season 2, episode 2) and باب کوبر directed "New Bonnie vs. Old Ben" (season 2, episode 4).